# Empis pseudonahaeoensis
Empis pseudonahaeoensis är en tvåvingeart som beskrevs av Christophe Daugeron och Patrick Grootaert 2005. Empis pseudonahaeoensis ingår i släktet Empis och familjen dansflugor.
Artens utbredningsområde är Thailand. Inga underarter finns listade i Catalogue of Life.